# 卡尼奧拉公國
卡尼奧拉公國（英语：Duchy of Carniola）是神聖羅馬帝國的一個帝國政治體，由哈布斯堡家族在前東法蘭克卡尼奧拉邊區的基礎上於1364年成立。卡尼奧拉公國是哈布斯堡君主國的世襲領地，自1804年開始，公國成為奧地利帝國的一部分，並在1849年之前是伊利里亞王國的一部分。1849年後公國獨立成為帝國王冠領地，1867年被併入奥匈帝国内莱塔尼亚一部分直至1918年奥匈解體，隨後与塞尔维亚王国合并成为斯洛文尼亚人、克罗地亚人和塞尔维亚人国。公國首都是盧比安納。卡尼奧拉公國面積9,904平方（3,824平方英里）。1914年一戰爆發之前，卡尼奧拉公國人口約有53萬人。

## 地理
歷史悠久的卡尼奧拉地區，其邊界幾個世紀以來不斷變化。從公國建立之時起，它就位於神聖羅馬帝國的東南邊緣，以哥里昂奇山脈和庫帕河組成與克羅地亞王國的邊界。
在北部，它與帝國克恩頓公國接壤，邊界自普雷迪爾隘口和塔爾維西奧起沿著卡拉萬克斯山脈山脊線至耶澤爾斯科。在東北部和東部，它與施蒂里亞公國接壤，即直至1456年由采列伯爵持有，薩瓦河以外的下施蒂里亞地區。在西面，高聳於博希尼湖之上朱利安阿爾卑斯山脈的一連串山峰，形成歷史上與弗留利地區的邊界，弗留利地區最初由阿奎萊亞宗主教區領有，但逐漸被威尼斯共和國征服，並於1433年併入「大陸領域」。在西南方，迪纳拉山脉之外，戈里齊亞伯國擁有剩餘的弗留利地區，1754年此地成為奧地利的戈里齊亞和格拉迪斯王室領地（今斯洛文尼亞沿海地區的一部分）。喀斯特地區以南的剩餘伊斯特拉邊區領土而及布基尼山也由卡尼奧拉公國管理。
1815年公國復置後的最終面積為9,904平方公里。1914年，第一次世界大戰前夕，公國人口略低於530,000人。

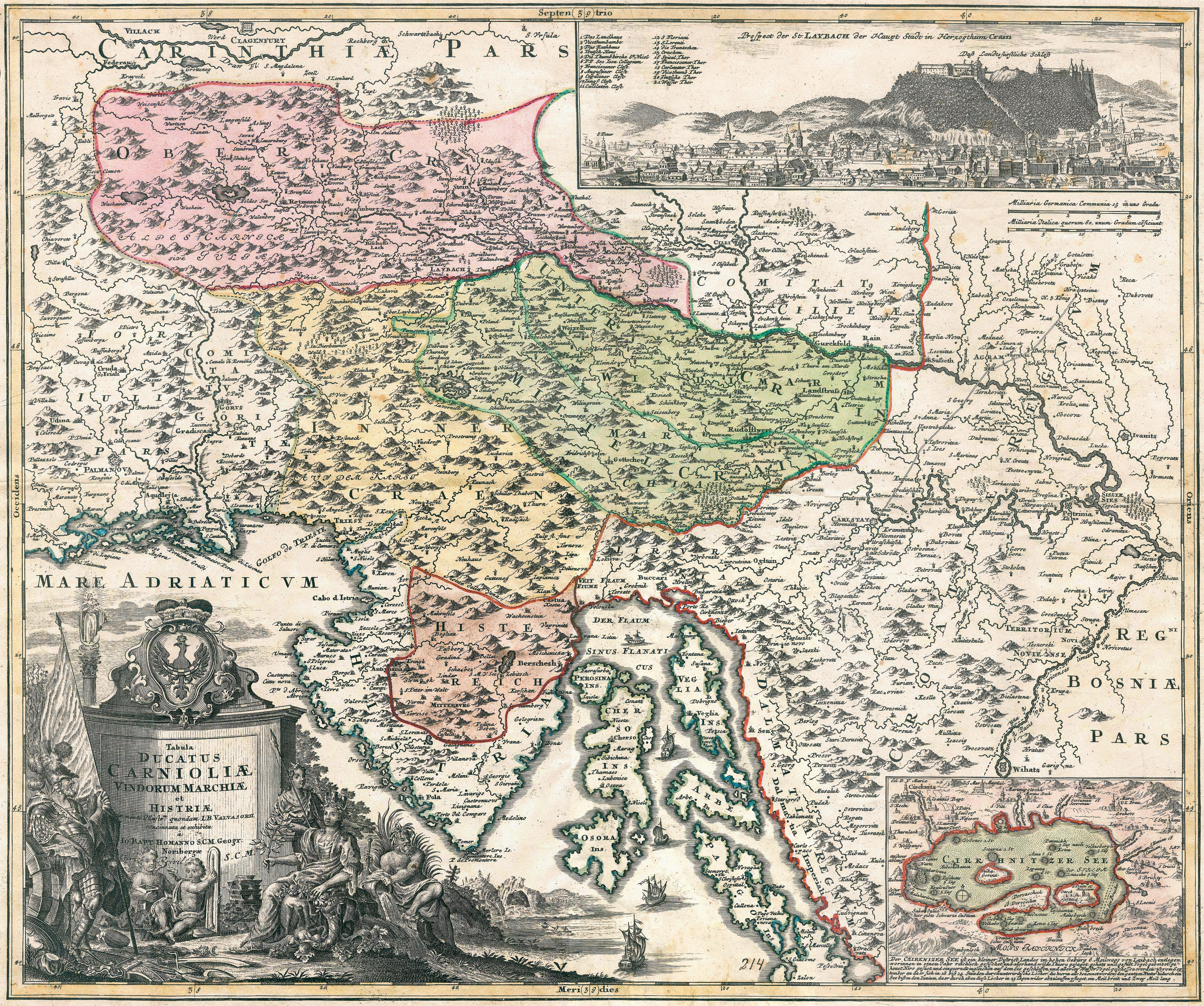
卡尼奧拉公國歷史地圖: 上卡尼奧拉（粉紅色）、下卡尼奧拉（綠色）及內卡尼奧拉（黃色）以及鄰近的伊斯特拉邊區（橙色），1714年約翰·霍曼所畫

### 行政區劃
根据历史学家瓦尔瓦索尔（Johann Weikhard von Valvasor）的《卡尼奥拉公国的荣耀》一书中记载，卡尼奥拉公国的领土可以分为三个部分:
- 上卡尼奥拉（Gorenjska） 位于北部山区，主要城市是克拉尼和卡姆尼克。
- 下卡尼奥拉（Dolenjska） 位于东南部，包括新梅斯托、科切维和克尔什科。
- 内卡尼奥拉（Notranjska） 位于西南部，包括伊德里亚和波斯托伊纳。

在1860年之前，这三个部分几乎与帝国的卢布尔雅那、新梅斯托和波斯托伊纳三个区（Kreise）完全重合。后来被分为更小的单位，称为行政区（德語：Bezirkshauptmannshaft）。从1861年到1918年奥匈帝国解体前，卡尼奥拉分为11个行政区和359个市镇（德語：Ortsgemeinde）。公国的首府即为帝国总督（德語：Landeshauptmann）的住所。這些地區為：卡姆尼克、克拉尼、拉多夫利察、盧布爾雅那周邊、洛加泰茨、波斯托伊納、利蒂亞、克爾什科、新梅斯托、奇爾諾梅利和科切維。政治區依次劃分為31個司法巡轄區（德語：Gerichtsbezirk）。

## 歷史與行政
前卡尼奧拉邊區，即上卡尼奧拉和溫蒂茨邊區，在1040年被德意志國王亨利三世從卡林西亞公國中分離出來。儘管如此，它仍然暫時與卡林西亞公國組成共主邦聯，由同一人所治理。後來卡尼奧拉傳至邁因哈德公爵亨利六世，他於1335年去世，沒有留下男性繼承人。他的女兒瑪格麗特只得以保留蒂羅爾伯國女伯爵身份，而卡林西亞和卡尼奧拉邊區則被維特爾斯巴赫皇帝路易四世轉授予哈布斯堡公爵奧地利的阿爾布雷希特二世，其母親卡林西亞的伊麗莎白是已故亨利六世的妹妹。

作為內奧地利一部分的卡尼奧拉和伊斯特拉（粉紅色），1379年–1457年及1564年–1619年

阿爾布雷希特二世的兒子「創始人」魯道夫四世，儘管沒有得到神聖羅馬皇帝的同意，於1364年根據他自己所製造的「大特權」的條款，授予自己「卡尼奧拉公爵」的稱號。魯道夫還在下卡尼奧拉建立了新梅斯托鎮，然後以自己名稱命名為「魯道夫韋特」（德語：Rudolphswerth）。在他死後，由於他的弟弟阿爾布雷希特三世和利奧波德三世之間發生爭執，在1379年卡尼奧拉根據诺伊贝格条约成為了內奧地利的一部分，由位於格拉茨的哈布斯堡王朝利奧波德支系的先祖利奧波德三世統治。1457年，在哈布斯堡皇帝腓特烈三世的統治下，內奧地利領土與奧地利大公國重新統一。當腓特烈的後裔皇帝斐迪南一世於1564年去世時，卡尼奧拉再次分離為內奧地利的一部分，歸於斐迪南的兒子卡爾二世大公。卡爾的兒子斐迪南二世於1619年統一了奧地利的全部領地，從此公國再成為哈布斯堡君主國的組成部分。
15世紀後期，作為哈布斯堡王朝向西擴張的一部分，卡尼奧拉公國獲得了許多新的領土：伊德里亞（以前是弗留利的一部分）、杜伊諾；喀斯特、卡斯塔夫、奧帕蒂亞的周邊地區和以帕津為中心的伊斯特拉內陸區域。它還名義上控制了港口里耶卡，但事實上該港口仍然是一個自治城市；1717年，里耶卡被正式置於帝國直接統治之下，並於1776年被轉移至匈牙利管轄。在19世紀，這些地區（伊德里亞除外）併入奧地利濱海區，卡尼奧拉因此再次成為內陸地區。
根據1809年的申布倫條約，拿破崙將從奧地利割讓得來的卡尼奧拉、克恩頓、克羅地亞、戈里齊亞和格拉迪斯和的里雅斯特地區組成了短命的伊利里亞行省。1815年維也納會議的最後法案中伊利里亞行省回歸奧地利帝國。卡尼奧拉隨後成為了奧地利伊利里亞王國領地的中心部分，其首都也設在盧比安納，王國領地包括卡尼奧拉公國、克恩頓公國、奧地利濱海區、以及戈里齊亞和格拉迪斯、伊斯特拉邊區和的里雅斯特帝國自由市。
1849年伊利里亞王國裁撤後，1860年12月20日當局頒布詔書復立卡尼奧拉公國。根據1861年2月26日頒布的法令（二月制誥）和1867年12月21日的法律修訂，公國議會被給予權力制定所有維也納帝國議會未持有的法律。帝國議會內卡尼奧拉公國擁有十一名代表，其中兩名由地主選出，三名由城市、城鎮、商業和工業委員會選出，五名由鄉村公社選出，一名由五人教廷代表以不記名投票選出。每位有正式登記的二十四歲或以上男性都有投票權。地區議會由一個以三十七名議員組成的單一議院組成，議會代表當中理所當然包括主教和親王。皇帝宣佈召開議會，由帝國總督主持會議（帝國總督以議會及行政委員會主席身份主持）。地主階級會選出十名地區議會代表、城鎮地區選出八名、工商階級選出兩名、鄉村公社選出十六名。地區議會討論的事務僅限於農業、公共和慈善機構、公社管理、教會和學校事務、戰爭和軍事演習期間士兵的交通和住房，以及其他地方事務。1901年地區的預算是3,573,280克朗（714,656 美元）。
奧地利的帝國皇家政府由皇帝任命的政府主席（或所謂「總督」）管理，卡尼奧拉的帝國皇家政府（k.k. Landesregierung）設在盧比安納。在大部分其他奧地利皇室領地中，這些被稱為帝國-皇家中尉（k.k. Statthalter）。
1918年，公國不復存在，其領土成為新成立的斯洛文尼亞人、克羅地亞人和塞爾維亞人國及隨後塞爾維亞人、克羅地亞人和斯洛文尼亞人王國（從1929年起稱為南斯拉夫王國）的一部分。公國西部，包括波斯托伊納、伊利爾斯卡比斯特里察、伊德里亞、維帕瓦和阿伊多夫什契納於1920年被劃歸意大利王國，但隨後在1945年也被改併入南斯拉夫，除了富西内-因瓦尔罗马纳（1919年之前稱魏森費爾斯）鎮仍留在意大利。

## 人口統計
絕大多數人口是說斯洛文尼亞語。當地少數貴族和工匠中講德語，他們作為主要城鎮的公民定居於此。卡尼奧拉存在一些德語的語言島，出現在上卡尼奧拉的一些地區，以及下卡尼奧拉的科切維區，那裡的農村人口說戈特切里什語，是一種巴伐利亞南部方言。
1846年，卡尼奧拉的人口包括：
- 428,000名 斯洛文尼亞人
- 38,000名 德國人

1910年，卡尼奧拉的人口包括：
- 520,000名 斯洛文尼亞人
- 28,000名 德國人

## 旗幟與國徽

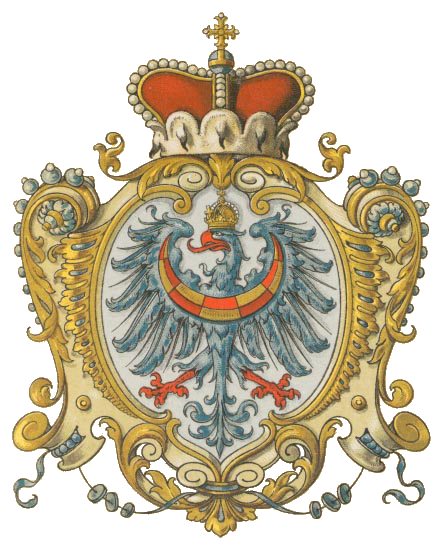
加上大公帽的卡尼奧拉王冠領地徽章

卡尼奧拉的徽章可以追溯到13世紀，當時它很可能是由梅拉尼亞公國中的巴伐利亞安代克斯伯爵（鷹）和來自萊茵蘭，卡林西亞公國的施蓬海姆家族（紅白棋盤）兩者的徽章拼合而成。印章上的鷹亦代表著曾於1269年統治卡尼奧拉邊區的波希米亞國王奧托卡二世。1463年，皇帝腓特烈三世與他的兄弟阿爾布雷希特六世在爭奪內奧地利的爭執勝利之後，為鷹添加了皇冠，並用金色取代了盾牌中的白色和方格新月。1836年，皇帝斐迪南一世恢復了盾牌的原始白色底色，並承認白-藍-紅顏色的組合是卡尼奧拉的官方代表配色。
在哈布斯堡王朝統治下，卡尼奧拉國徽（盾牌、鷹和新月）中的白色、藍色和紅色在1848年被確認為皇冠領地的官方旗幟顏色。由於卡尼奧拉公國是奧地利帝國中斯洛文尼亞人居住的主要地區，白-藍-紅三色的配色亦被其他斯洛文尼亞地區的居民普遍接受為能代表其民族的顏色。
至於紋章，它在1918年後隨著卡尼奧拉公國的撤銷而被廢棄。然而，卡尼奧拉的藍鷹於1943年至1945年間作為輔助軸心國的斯洛文尼亞軍隊斯洛文尼亞祖國衛隊的象徵被短暫地復活。它也被用於戰間期南斯拉夫代表卡拉喬傑維奇王朝的徽章（並在南斯拉夫王國的國徽中被代表中世紀采列伯爵的三顆星所取代）。
卡尼奧拉公國的徽章對斯洛文尼亞的國家象徵產生了重要而持久的影響。因此，卡尼奧拉公國國旗的白藍紅組合如今被用作斯洛文尼亞共和國國旗的官方配色。斯洛文尼亞的紋章也是一種紋章組合，結合了采列伯爵的星星、卡尼奧拉三色和斯洛文尼亞國家象徵特里格拉夫峰的輪廓。

## 公爵
- 魯道夫（1364年–1365年），自1358年起亦是奧地利大公
  - 阿爾布雷希特（1365年–1379年），魯道夫弟弟，與利奧波德共有公爵爵位
  - 利奧波德（1365年–1386年），魯道夫弟弟，哈布斯堡利奧波德支系（英语：Leopoldian line）先祖，1379年後根據諾伊堡條約（英语：Treaty of Neuberg）成為單獨的內奧地利公爵
- 威廉（1386年–1406年），利奧波德之子
  - 恩斯特（1406年–1424年），威廉弟弟，1414年起為奧地利大公
- 腓特烈（1424年–1493年），恩斯特之子，1440年起為羅馬人民的國王，1452年起為神聖羅馬帝國皇帝，1457年起為奧地利大公
- 馬克西米連一世（1493年–1519年），腓特烈之子，自1508年起亦是奧地利大公與神聖羅馬帝國皇帝
- 卡爾一世（1519年–1521年），馬克西米連一世之孫，自1520年起亦是奧地利大公與神聖羅馬帝國皇帝
  - 斐迪南一世（1521年–1564年），卡爾一世弟弟，1531年起為奧地利大公與羅馬人民的國王，1558年起為神聖羅馬帝國皇帝
- 卡爾二世（1564年–1590年），斐迪南一世之子，第二次瓜分哈布斯堡領地後的內奧地利大公
- 斐迪南二世（1590年–1637年），卡爾二世之子，自1619年起為奧地利大公與神聖羅馬帝國皇帝

自1619年起所有哈布斯堡支系歸於統一。之後的卡尼奧拉公爵同時亦是奧地利大公與神聖羅馬帝國皇帝，詳細參見奧地利統治者列表。

## 外部連結
- Map – Duchy of Carniola in 1849
- Slovenian National Insignia